# 충치균

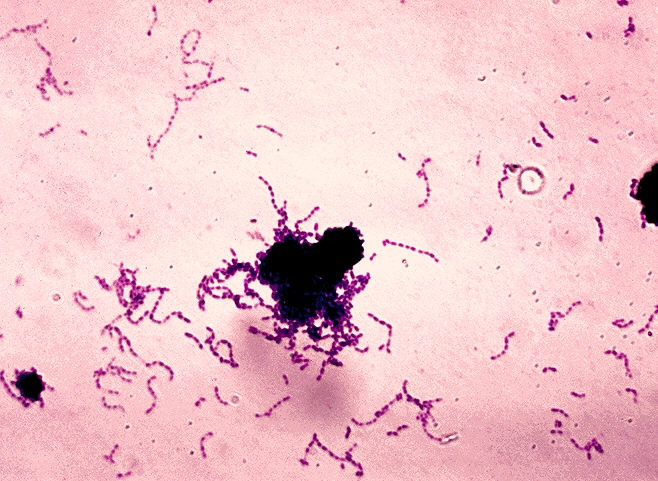
스트렙토코쿠스 뮤탄스

충치균(蟲齒菌)은 연쇄상구균의 일종이다. 학명은 스트렙토코쿠스 뮤탄스(Streptococcus mutans). 락토바실러스와 함께 충치의 주 원인균으로 지목된 바 있다. 그러나 현재까지 알려진 바로는 무탄스는 치아를 검은색으로 변색시켜 썩게 만들며 락토바실러스 같은 경우 색이 변하는 것과는 무관하지만 치아를 썩게 만든다.

## 같이 보기
- 자일리톨
- 헬리코박터 파일로리